# Moon (Koda Kumi)
Moon è il quarantesimo singolo di Koda Kumi pubblicato in Giappone.
Il CD conterrà due A-side, Moon Crying e That Ain't Cool (quest'ultima in collaborazione con Fergie), e due B-side, Once Again (composta dall'artista PUSHIM) e Lady Go!. Soltanto la prima stampa del singolo prevede come bonus track la piano version di Moon Crying.
Per i brani Moon Crying e That Ain't Cool sono stati girati i rispettivi video, e il direttore è Fatima Robinson. 

Le due A-side verranno distribuite l'11 giugno 2008 in Giappone e il singolo sarà pubblicato sia in versione CD che in versione speciale CD+DVD.
Il DVD conterrà i video di Moon Crying e That Ain't Cool, i loro making of e infine la versione di Moon Crying cantata da Koda Kumi durante il suo Kingdom Tour.

## Video
Il video di That Ain't Cool è stato trasmesso la prima volta su MTV Japan il 29 maggio 2008.
Il direttore, Fatima Robinson, veste le due cantanti come due agenti segreti. Fergie nel video esegue anche delle "acrobazie da contorsionista", indossando un attillato vestito di pelle nera. Koda Kumi invece indossa una camicetta bianca con degli shorts.
La première del video di Moon Crying avverrà invece a Giugno.

## Tracce
CD
1. Moon Crying
2. That Ain't Cool feat. Fergie
3. Once Again
4. Lady Go!
5. Moon Crying (Piano Version) (first press bonus track)
6. Moon Crying -Instrumental-
7. That Ain't Cool -Instrumental-
8. Once Again -Instrumental-
9. Lady Go! -Instrumental-

DVD
1. Moon Crying (Video)
2. That Ain't Cool (Video)
3. Moon Crying (Making of)
4. That Ain't Cool (Making of)
5. Moon Crying (from Kingdom Tour)